# Doti (district)

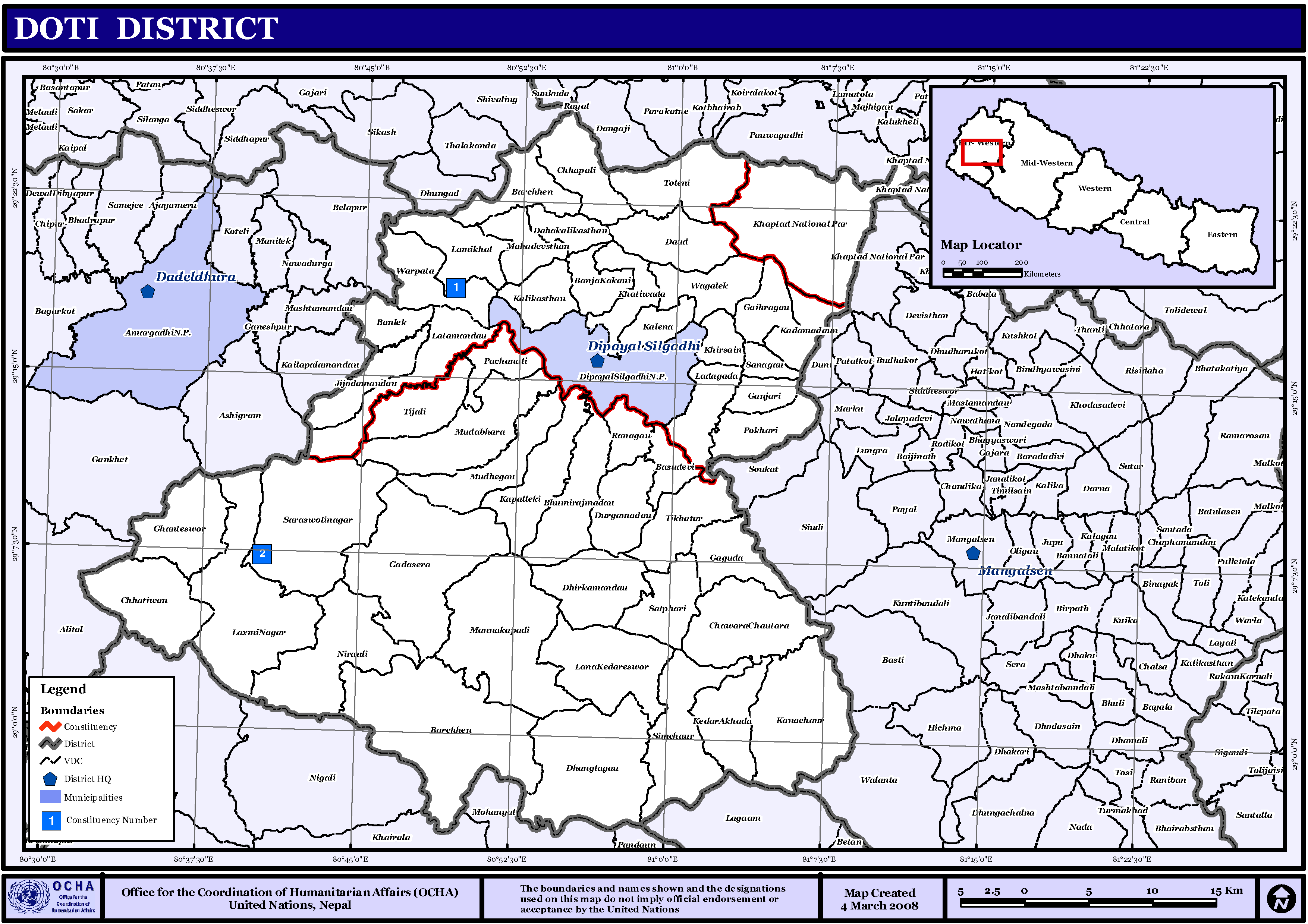
Kaart van Doti

Doti (Nepalees: डोटी) is een van de 75 districten van Nepal. Het district is gelegen in de bestuurlijke zone Seti en de hoofdstad is Dipayal Silgadhi.

## Stedenendorpscommissies[2][3]
- Steden (1): Dipayal Silgadhi.
- Dorpscommissies (50): Banja Kakani, Banlek, Barchhen, Basudevi, Bhumirajmadau, Chawara Chautara, Chhapali, Chhatiwan, Dahakalikasthan, Daud, Dhanglagau, Dhirkamandau, Durgamadau, Gadasera, Gaguda, Gaihragau, Ganjari, Ghanteneswor (of Ghanteswor), Girichauka, Jijodamandau, Kadamadaun, Kalena, Kalikashtan, Kanachaur, Kapalleki, Kedar Akhada, Khaittiwada (of Khatiwada), Khirsain, Ladagada, Lamikhal, Lana Kedareswor, Latamandu (of Latamandau), Laxminagar (of Laxmi Nagar), Mahadevasthan, Mannakapadi, Mudabhara, Mudhegau, Nirauli, Pachanali, Pokhari, Ranagau, Sanagau, Saraswotinagar, Satphari, Simchaur, Tijali, Tikhatar, Toleni, Wagalek, Warpta (of Warpata).

Achham · 
Arghakhanchi · 
Baglung · 
Baitadi · 
Bajhang · 
Bajura · 
Banke · 
Bara · 
Bardiya · 
Bhaktapur · 
Bhojpur · 
Chitwan · 
Dadeldhura · 
Dailekh · 
Dang · 
Darchula · 
Dhading · 
Dhankuta · 
Dhanusa · 
Dolkha · 
Dolpa · 
Doti · 
Gorkha · 
Gulmi · 
Humla · 
Ilam · 
Jajarkot · 
Jhapa · 
Jumla · 
Kailali · 
Kalikot · 
Kanchanpur · 
Kapilvastu · 
Kaski · 
Kathmandu · 
Kavrepalanchok · 
Khotang · 
Lalitpur · 
Lamjung · 
Mahottari · 
Makwanpur · 
Manang · 
Morang · 
Mugu · 
Mustang · 
Myagdi · 
Nawalparasi · 
Nuwakot · 
Okhaldhunga · 
Palpa · 
Panchthar · 
Parbat · 
Parsa · 
Pyuthan · 
Ramechhap · 
Rasuwa · 
Rautahat · 
Rolpa · 
Rukum · 
Rupandehi · 
Salyan · 
Sankhuwasabha · 
Saptari · 
Sarlahi · 
Sindhuli · 
Sindhulpalchok · 
Siraha · 
Solukhumbu · 
Sunsari · 
Surkhet · 
Syangja · 
Tanahu · 
Taplejung · 
Terhathum · 
Udayapur